# Tadeusz Barucki
Tadeusz Włodzimierz Barucki (Białystok 1922. június 13. – Podkowa Leśna, 2022. július 26.) lengyel építész, a modernizmus képviselője, művészettörténész, szakújságíró, az építészettörténet dokumentálója, a lengyel építészeti közélet kiemelkedő tagja.

## Élete
Apja Leon Barucki (1883–1955) pedagógus gimnáziumi igazgató, több lengyel közművelődési szervezet, esemény aktív résztvevője, szervezője, a második világháborúban a lengyel ellenállás tagja volt. 
A család Sanokba költözött, Barucki a lublini Maria Skłodowska-Curie Egyetemen kezdte tanulmányait, majd járt a Lublini Katolikus Egyetemre, a krakkói Jagelló Egyetemre, és a Varsói Műszaki Egyetemen diplomázott.
1961-ig különböző állami építészirodában dolgozott, ezt követően a Lengyel Építészek Szövetségének (Stowarzyszenie Architektów Polskich, SARP) főtitkára lett Varsóban. Ebben az időben kezdett utazni, hogy dokumentálja az építészeti alkotásokat Lengyelország-szerte. Szerepet vállalt az UNESCO Arkisyst-projektjében ahol a volt szocialista országok adataival bővítette az építészeti adatbázist.
1981-ben megkapta az Építészek Nemzetközi Szövetsége Tschumi-díj-át.
2010-től Varsó elővárosában, Podkowa Leśna kisvárosban élt.

## Magyar vonatkozású publikációi
- Kubinszky Mihály (főszerk.): Modern építészeti lexikon Műszaki Könyvkiadó, 1978; szócikkszerző
- Tadeusz Barucki: Architektura Węgier (Magyarország építészete) Międzynarodowe Centrum Kultury, Krakkó, 1998[6]

## Fordítás
- Ez a szócikk részben vagy egészben  a   Tadeusz Barucki című lengyel Wikipédia-szócikk ezen változatának fordításán alapul.  Az eredeti cikk szerkesztőit annak laptörténete sorolja fel. Ez a jelzés csupán a megfogalmazás eredetét és a szerzői jogokat jelzi, nem szolgál a cikkben szereplő információk forrásmegjelöléseként.